# Lophodonta ferruginea
Lophodonta ferruginea är en fjärilsart som beskrevs av Alpheus Spring Packard 1864. Lophodonta ferruginea ingår i släktet Lophodonta och familjen tandspinnare. Inga underarter finns listade i Catalogue of Life.